# 尖尾铁苋菜
尖尾铁苋菜（学名：Acalypha caturus）为大戟科铁苋菜属下的一个种。

## 扩展阅读
- 維基物種上的相關：尖尾铁苋菜